# 早瀬憩
早瀬 憩（はやせ いこい、2007年〈平成19年〉6月6日 - ）は、日本の女優。 千葉県出身。レプロエンタテインメント所属。

## 経歴
2019年開催の「デビュー“推しメン”合同面接会&宣材撮影会2019秋」に合格してスペースクラフトに所属。
2021年10月、日本テレビ系「水曜ドラマ」枠『恋です!〜ヤンキー君と白杖ガール〜』でテレビドラマ初出演。
2024年6月7日に公開された『違国日記』で、映画初主演（新垣結衣とのダブル主演）。同年11月28日、レプロエンタテインメントに移籍。

## 人物
- 趣味はショッピング、読書、音楽を聴くこと[3]。最近ハマっているのはSUPER BEAVERで、『決心』という曲のMVに出演して以来、ずっと聴いており、いつも歌詞に励まされているとのこと[6]。野球観戦も趣味で、ヤクルトファン[7]。推し選手は村上宗隆と長岡秀樹[7]。
- 芸能界に興味を持ったきっかけは、ファッションショーで輝いているモデルや、欅坂46（現・櫻坂46）のライブを見てとても感動し、自分も人を感動させられる仕事をしたいと思ったこと[3][7]。
- 映画『違国日記』で共演した新垣結衣について「私の憧れであり、目標です」と語っている[8]。

## 受賞歴
2024年
- 第16回TAMA映画賞 最優秀新進女優賞（『違国日記』『あのコはだぁれ?』）
- 第67回ブルーリボン賞 新人賞（『違国日記』『あのコはだぁれ?』）

## 出演

### テレビドラマ
- 恋です!〜ヤンキー君と白杖ガール〜（2021年10月6日 - 12月15日、日本テレビ） - 赤座イズミ（幼少期）役[3]
- 封刃師 第4話（2022年2月6日、朝日放送テレビ） - 神代弓美（幼少期） 役
- 津田梅子〜お札になった留学生〜（2022年3月5日、テレビ朝日） - 上田悌 役[3]
- ひきこもり先生 シーズン2（2022年12月17日 - 12月24日、NHK総合） - ステップルーム生徒 役[11]
- ブラッシュアップライフ（2023年1月8日 - 3月12日、日本テレビ） - 門倉夏希（中学時代）役[12]
- うちの弁護士は手がかかる（2023年10月13日 - 12月22日、フジテレビ） - 天野杏（中学時代）役[13]
- マイストロベリーフィルム（2024年2月16日 - 4月5日、毎日放送） - 高橋馨 役[14][15]
- ユーミンストーリーズ 第2話「冬の終り」（2024年3月11日 - 14日、NHK総合） - 唯 役[16][17]
- からかい上手の高木さん（2024年4月2日 - 5月21日、TBS） - 北条 役[18]
- 約束 〜16年目の真実〜（2024年4月11日 - 6月13日、読売テレビ・日本テレビ） - 桐生葵（高校生時代） 役[19]
- 連続テレビ小説 虎に翼 第13回（2024年4月17日、NHK総合） - 山田よね（少女時代） 役[20]
- 柚木さんちの四兄弟。 第20回（2024年6月27日、NHK総合） - ちーちゃん（若いころの千恵子） 役[21]

### 映画
- Dr.コトー診療所（2022年12月16日、東宝） - 和田家の子どもたち 役[11]
- 違国日記（2024年6月7日、東京テアトル / ショウゲート） - 主演・田汲朝 役[4][注 1]
- あのコはだぁれ?（2024年7月19日、松竹） - 三浦瞳 役[22]
- か「」く「」し「」ご「」と「（2025年5月30日、松竹） - 宮里望愛（エル） 役[23]
- この夏の星を見る（2025年7月4日、東映） - 福田小春 役[24]

### ラジオドラマ
- FMシアター『からすが教えてくれたこと』～ふるさとを歌う雨情さんの言葉をみつめて～（2025年3月15日、NHK FM） - 雨宮奈々 役[25]

### CM
- NTT西日本「企業広告with you 2020」篇
- CSPセントラル警備保障「まもレール」
- ACジャパン 全国民生委員児童委員連合会
- コープデリ ミールキット お野菜ごはん「緑黄色野菜」篇
- ポラス 企業「正しく査定できる理由」篇 (2021年6月 - )
- モンスト×『ONE PIECE FILM RED』コラボCM[26]
- 明治安田生命「教えて!久保ひとみ先生! 金融・保険教育〜保険とお金の特別授業〜」[3]
- 東洋水産「マルちゃん正麺」2023
- 雪印メグミルク 雪印北海道バター「そのままありのままだから好き」初恋篇、席替えと恋心篇、元気出してね篇[27]
- 天藤製薬 ボラギノール『ボラガール誕生』篇・『ボラ友 誕生』篇・『おばあちゃんもボラ友』篇（2024年5月4日 - ）[28]
- JR東日本「たみちゃんの上京」編（2025年3月19日[29]） [30][31]

### MV
- SUPER BEAVER「決心」[32]
- りりあ。「ねえ、ちゃんと聞いてる?」（2024年6月26日 - ）[33]

### WEB
- 路地裏てぃーん。99人目（2024年7月11日、HOUYHNHNM）[34]

### 雑誌グラビア
- 週刊ヤングジャンプ 2024年 27号（2024年6月6日、集英社）[35]
- B.L.T. 2024年10月号（2025年8月28日、東京ニュース通信社）[36]

### 写真集

#### WEB写真集
- 「キスしていいですか。」（2023年11月4日～2024年8月18日、撮影：アライテツヤ）[37]
- 早瀬憩写真集「物語のはじまり」（2024年6月6日、撮影：アライテツヤ、集英社）[38]

### イベント
- 写真展「キスしていいですか。」EXHIBITION 2025 Season１（2025年7⽉11⽇〜14⽇、撮影：アライテツヤ、展示キャスト：⽝塚⼼、小森香乃、崎浜梨瑚、末永澪璃、⻄⼭蓮都、早瀬憩、原田花埜、萌亜）[39]